# Periodontología
La periodontología es la especialidad de la odontología que emerge de la periodoncia para sustentar el estudio de evidencia científica sobre el estado del periodonto sano y enfermo. La periodoncia es la especialidad clínica para diagnosticar, prevenir y tratar las enfermedades y condiciones que afectan al periodonto. 
El periodontólogo es un profesionista del área odontológica que a causa de un entrenamiento clínico y conocimiento científico más avanzado, limita su práctica o actividades clínicas, docentes o de investigación en el campo de la periodontología y sus áreas afines.
- Datos: Q6072572